# ルーカス・ベルナルディ
ルーカス・アデマール・ベルナルディ（Lucas Ademar Bernardi, 1977年9月27日 - ）は、アルゼンチン・ロサリオ出身の元同国代表サッカー選手、現サッカー指導者。現役時代のポジションはミッドフィールダー。イタリア系の血筋である。

## 経歴
2004年8月に行われたキリンカップ、日本代表戦がアルゼンチン代表デビュー。現役引退後は古巣であるニューウェルズ・オールドボーイズの指揮官に就任したがクラブは成績不振に陥り、2016年2月14日に解任が発表された。
2017年9月26日、グスタボ・マトサスの後任としてエストゥディアンテス・デ・ラ・プラタと翌年末までの契約を締結した。

## タイトル
モナコ
- クープ・ドゥ・ラ・リーグ : 2003

ニューウェルズ
- プリメーラ・ディビシオン : 2012-13